# Barughutu
Barughutu (o Baruhatu) è una suddivisione dell'India, classificata come census town, di 21.091 abitanti, situata nel distretto di Hazaribag, nello stato federato del Jharkhand. In base al numero di abitanti la città rientra nella classe III (da 20.000 a 49.999 persone).

## Geografia fisica
La città è situata a 22° 53' 60 N e 85° 42' 0 E e ha un'altitudine di 313 m s.l.m..

## Società

### Evoluzione demografica
Al censimento del 2001 la popolazione di Barughutu assommava a 21.091 persone, delle quali 11.321 maschi e 9.770 femmine. I bambini di età inferiore o uguale ai sei anni assommavano a 3.271, dei quali 1.728 maschi e 1.543 femmine. Infine, coloro che erano in grado di saper almeno leggere e scrivere erano 14.700, dei quali 8.683 maschi e 6.017 femmine.